# Vaterland – lovecký deník
Vaterland – lovecký deník je český debutový film režiséra Davida Jařaba z roku 2004. Vypráví o čtyřech příslušnících rodu Czadských (dva bratři s manželkami a jejich dva bratranci), kteří se vypravili na staré rodinné sídlo, které je dnes ve špatném stavu. Rodinné sídlo se aspoň částečně povedlo uchovat díky práci majordoma Willmera. Během pobytu na panství se muži vydávají s náčiním svých předků na lov „kostrounů“.
Film získal Českého lva v kategorii nejlepší výtvarný počin.

## Obsazení
| Karel Roden             | Richard Czadsky |
| Matěj Forman            | Josef Willmer   |
| Petr Forman             | Karel Willmer   |
| František Řehák         | Jan Willmer     |
| Vasil Fridrich          | Max Czadsky     |
| Dana Poláková           | Karla Czadsky   |
| Marek Daniel            | Leo Czadsky     |
| Roman Zach              | Vilém Czadsky   |
| Adiya Oyunchimeg        | Kristín         |
| Júlio Martín da Fonesca | Joao            |
| José Figueiredo da Foz  | Geraldo         |
| Oldřich Vlach           | Colben          |
| Žofie Hradilková        |                 |
| Pavel Šáro              |                 |